# Львовская маёвка 1890 года
Львовская маёвка 1890 года — первая маёвка на украинских землях. Организована комитетом, созданным в марте 1890 года австрийскими и польскими социал-демократами, во Львове в связи с принятым в июле 1889 года Парижским конгрессом II Интернационала постановлением о проведении 1 мая ежегодных демонстраций солидарности трудящихся. Эти демонстрации должны были проводиться в ознаменование памяти о забастовке, проведённой 1 мая 1886 рабочими Чикаго (США), чтобы добиться 8-часового рабочего дня (известной как «Бунт на Хеймаркет»).

## Ход и резолюция маёвки
1 мая 1890 года во Львове возле городской ратуши собрались около 4 тысяч рабочих. Председательствующим был печатник Иосиф Данилюк; на митинге присутствовали Иван Франко и Михаил Павлик. Собрание приняло резолюцию, в которой требовало установления 8-часового рабочего дня (и 6-часового для подростков 14-18 лет), запрещения труда детей и ночного труда для женщин, увеличения количества промышленных инспекторов, введения всеобщего избирательного права, внедрения в Галиции обязательного всеобщего школьного обучения детей до 14 лет. Петицию с резолюцией по предложению подмастерья Юзефа Зверницкого постановили передать депутату Фердинанду Кронаветеру. Кроме того, по предложению печатника Юлиана Обирека было признано необходимым учредить рабочее товарищество взаимопомощи на случай безработицы и отсутствия трудоустройства. Оружейник Табачковский также предложил выслать венок на гроб Фердинанда Лассаля, однако эта идея была отклонена ввиду нехватки средств.

## Память
На здании городской ратуши есть памятная доска в честь первого празднования на территории Украины Международного праздника солидарности трудящихся 1 мая 1890 года.